# Mod Sun
德里克·瑞安·史密斯（1987年3月10日—）是名美國歌手、作曲人、作詞人，來自明尼蘇達州布盧明頓，藝名為Mod Sun（又可稱MOD SUN或MODSUN）。他發行了四張個人錄音室專輯，三張EP，六張混音帶和三十一首單曲。

## 生平
德里克·瑞安·史密斯（Derek Ryan Smith）於1987年3月10日出生於明尼蘇達州的布盧明頓。 他在明尼蘇達州科克倫的一個農場長大，他五歲到十歲後，由於母親從事各種工作不得不搬遷，所以他經常搬家。後來，父母離婚，他的父親去了加利福尼亞。此後，史密斯與他父親在加利福尼亞州同住。
在他十幾歲的時候，史密斯就開始在當地的流行龐克現場參加音樂會。 通過母親鼓勵他參加音樂會並詢問巡迴樂隊成員是否想在他們的房子裡過夜，他成為了現場越來越重要的人物。 在接下來的幾年中，Smith和現場的其他本地樂隊和音樂家對新澤西州的Drive-Thru Records情緒樂隊的時尚和影響力越來越感興趣，使他們成為Drive-Thru Records成員。

## 音樂生涯

### 2004–2010年：職業生涯開始
史密斯在大二的時候就加入後硬蕊 Semester樂隊，且擔任鼓手。他在樂隊度過了四年，直到畢業三個月後才被踢出樂團。他還是後硬蕊樂隊Four Letter Lie的成員之一，在2004年至2009年期間曾擔任鼓手。從2009年起，他離開硬核樂隊成為後後硬蕊樂隊Scary Kids Scaring Kids的鼓手，直到他們解散為止。

### 2011–2019年：單人生涯
在自己的整個職業生涯中，ModSun發行了五張混音帶和三張EP。他的音樂風格被描述為「嬉皮跳(hippy hop）」。ModSun的首張專輯《Look Up》於2015年3月10日通過Rostrum Records發行，他在Billboard Top Heatseekers上排名第一。2017年3月10日，他的第二張錄音室專輯《movie》也通過Rostrum Records發行。它在Billboard Top Heatseekers上的最高排名為十六。他的第三張錄音室專輯《BB》於2017年11月10日發行，同年也發行了單曲「noshirton」。

### 2020年-2022年：專輯Internet Killed the Rockstar
2020年初，ModSun宣布他開始創作即將發行的第四張錄音室專輯。其主打單曲《Karma》於2020年10月30日發行。音樂MV是在三週後的2020年11月16日發布的，由機關槍凱利執導。歌曲《Bones》由2020年11月27日作為專輯的第二張單曲發行。「Bones」的音樂MV是2020年12月21日通過ModSun的官方YouTube頻道發行的，由查理·茲威克(Charlie Zwick）執導。專輯的第三張單曲《Flames》是與艾薇兒·拉維尼合作。2021年1月18日，《Downfalls High》，史密斯與機槍凱利共同導演MV。2021年1月25日，ModSun正式宣布專輯名稱為《Internet Killed the Rockstar》，其發行日為2021年2月12日。
2021年3月12日，他與黑熊發行了合唱單曲《Heavy》。2同月，他與音樂公司「Big Noise」簽署了一份長期合作協議。2021年8月26日，宣布他將與機關槍凱利、德芙·卡梅隆、美瑾·霍絲和貝姬·G共同主演並執導電影《Good Mourning With A U》。該電影後來更名為《早安 (電影)》，並於2022年4月20日上映。2021年5月7日釋出《Internet Killed the Rockstar》豪華版發行。它包含五首新曲目以及原聲版本的《Karma》和《Flames》以及鋼琴版本的《Bones》。

### 2022年至今：專輯God Save The Teens
2022年2月18日，Mod Sun在他的YouTube頻道上發布了一部關於他的生活紀錄片《像這樣記住我（Remember Me Just Like This）》。這部紀錄片預告他於2022年3月11日發行的下一首單曲《Rich Kids Ruin Everything》。
2022年2月25日，艾薇兒第七張錄音室專輯《愛是個爛東西》發行。Mod Sun製作、編鼓並共同創作了專輯中的每首歌（除了艾薇兒獨自創作的《Dare to Love Me》和《Break of a Heartache》）。
2022年6月10日，發行單曲《Perfectly Imperfect》。
2022年8月19日，發行單曲《Battle Scars》。
2022年11月，Mod Sun宣布了他即將推出的第五張錄音室專輯的標題：《God Save the Teen》。據透露將於2023年初發行，但具體發行日期尚未公佈。
2022年12月9日，他發行了與夏洛特·桑茲（Charlotte Sands）合作的單曲《Sexoxo》。
2023年1月17日，公佈了第五張錄音室專輯《God Save the Teen》的專輯封面和曲目列表，並宣布該專輯將於2月3日發行。曲目列表包含十二首新歌，其中包括翻唱咕咕玩偶歌曲《Iris》。
2023年2月3日，《God Save the Teen》發行。

## 個人生活
Mod Sun目前與加拿大歌手艾薇兒·拉維尼有關係。從2020年初開始，他就曾與美國網路名人塔娜·蒙戈合作。之前，他於2018年10月開始與Mongeau和貝拉·索恩建立多妻關係、三角關係，並和Mongeau分手後與索恩一夫一妻制。史密斯和索恩訂婚，結婚，然後在十五個月內離婚。也有傳言稱他與黛咪·洛瓦托約會，但後來證實這是錯的。

## 影視作品
- 2021: 下降率高（英语：Downfalls High）